# Louis-Philippe Kamm
Pour les articles homonymes, voir Kamm.
Louis-Philippe Kamm, né le 11 avril 1882 à Strasbourg et mort le 16 juin 1959 dans la même ville, est un artiste-peintre et illustrateur alsacien, surnommé le « maître de Drachenbronn ».
À partir du début 1914, Louis-Philippe Kamm se retire en effet à Drachenbronn où son grand-père avait été instituteur. Par ses nombreuses peintures, il y témoigne de la vie quotidienne des gens de l'Outre-Forêt, sa région d'adoption. Il collabore à la revue Septimanie (Narbonne, lancée en 1923).

## Hommages
En 1995 le Musée historique de Haguenau lui consacre une rétrospective.
À Soultz-sous-Forêts une rue porte son nom.
À Drachenbronn, la rue principale est à son nom.